# Деулина, Юлия Сергеевна
Ю́лия Серге́евна Деу́лина (родилась 14 апреля 1984 в Красногорске) — российская хоккеистка, нападающая хоккейной команды «СКИФ» из Нижнего Новгорода и сборной России.

## Карьера
Выступала за «Спартак-Меркурий» (Екатеринбург), в команде «СКИФ» (Нижний Новгород) выступает с 2001 года.

## Достижения
- Шестикратная чемпионка России
- Дважды серебряная медалистка чемпионата России
- Победительница Кубка Европейских чемпионов (2009)
- Серебряная медалистка Кубка Европейских чемпионов (2005)
- Бронзовая медалистка Кубка Европейских чемпионов (2006)
- Участница ОИ-2010 в Ванкувере
- Участница ЧМ-2004 и ЧМ-2005

## Личная жизнь
Замужем. Есть сын Матвей и две дочки Даша и Майя.